# Рейд на Нассау (1720)
Рейд на Нассау (анг. Raid on Nassau) произошёл в феврале 1720 года, когда испанские силы вторжения во время Войны четверного альянса напали на британскую колонию Нассау на Багамских островах.

## История
Господство над Багамским архипелагом испанцы получили благодаря открытию Колумбом Сан-Сальвадора, на котором его экспедиция встретила радушный приём местных жителей. Когда же пустынные острова обманули ожидания испанцев, они покинули архипелаг, уведя большую часть жителей в рудники на Сан-Доминго, в Перу и Мексику, разрушили в 1641 году основанную англичанами (в 1629 году) колонию на Нью-Провиденсе и предоставили острова флибустьерам и корсарам, сделавшим их своим убежищем. 
В 1718 году Британская империя установила контроль над Багамскими островами, выбив оттуда пиратов (флибустьеров и корсаров). Назначенный королевским губернатором английский капитан Вудс Роджерс построил форт Нассау (50 орудий и 250 человек гарнизона). Испанский губернатор Кубы Грегорио Гуазо, видя, что Роджерс продолжает колонизировать Багамы, организовал экспедицию для захвата Нассау. В распоряжении Роджерса был форт Нассау с пятьюдесятью орудиями и восточная батарея из десяти орудий. Кроме того, у него было около сотни солдат и почти 500 местных ополченцев, многие из которых были бывшими пиратами. У Роджерса также было два корабля.
Испанские силы общей численностью 1200 человек, в основном состоявших из кубинцев, находились под командованием Хосе Корнехо. Флот насчитывал 3 фрегата и 9 бригантин. Первоначальный план состоял в том, чтобы штурмовать Нассау в ходе десантной операции. Слишком большая осадка испанских кораблей не позволяла им зайти на мелководье порта, в котором к тому же стояли два британских военных корабля: флагман губернатора Роджерса Делиция (32 орудия) и фрегат Фламборо (24 орудия). Поэтому Корнехо решил идти в обход города. Испанская эскадра прошла вдоль восточной части острова Хог, и испанцы высадились дальше на восток тремя колоннами под командованием Фернандо Кастро, Франсиско де Леона и Хулиана Баррозу и стали методично грабить плантации, захватывая и уводя на корабли рабов. Это продолжалось до тех пор, пока по приказу губернатора не подошли 500 местных ополченцев и не выбили с острова противника. Испанский флот некоторое время стоял в бухте, но затем отплыл на Кубу, взяв с собой около сотни захваченных рабов.
Роджерс, страдавший от проблем со здоровьем и неспособный платить гарнизону своей колонии, вскоре должен был отплыть в Великобританию. В скором времени по окончании военных действий в Европе и подписании Гаагского договора об этом было сообщено испанским владениям в Америке.